# 秋吉台国際芸術村
秋吉台国際芸術村（あきよしだいこくさいげいじゅつむら、Akiyoshidai International Art Village （AIAV）は、山口県美祢市秋芳町にある複合文化施設。山口県が建設し、公益財団法人山口きらめき財団が指定管理者として管理している。

## 概要
国内最大のカルスト台地である秋吉台の東麓に、現代音楽やアーティスト・イン・レジデンス（滞在型創作活動）を中心とした国内外の芸術家の表現創造活動の拠点として 1998年（平成10年）8月にオープンした。美祢郡秋芳町（当時、現・美祢市）では、1989年から毎年、現代音楽の世界的な作曲家や演奏家など、内外の一流の音楽家の参加のもとに「秋吉台国際20世紀音楽セミナー&フェスティバル」が開催されていた。この開催を契機に、秋芳町が空き家を活用した「交流の館」を整備し、国内外の芸術家と地域の人々との間に様々な交流が行われていた。こうした地域的な文化活動を背景に、国内外の芸術家の新たな表現・創作活動を支援する拠点として山口県と秋芳町により整備されたものである。
整備にはこういった背景があることもあり、一般的な多目的ホールとは違い、音楽、美術、ダンス、演劇など幅広い芸術文化活動に対応できる滞在型芸術文化施設である。アーティスト・イン・レジデンスやセミナー・ワークショップ事業のほか、国内外の関係団体との連携プログラムや地域に密着したプログラム、滞在アーティストと地域との交流事業などを展開している。施設はアーティストの創作や発表のためだけでなく、社会人、学生など一般の利用も可能である。併設された宿泊施設は、アーティスト・イン・レジデンス以外に、サークル、部活動の合宿や修学旅行などにも利用され、最近は、芸術村周辺の秋吉台や秋芳洞などの観光客にも低廉な料金で開放されている。
オープニング・イベントとして、イタリアの作曲家ルイジ・ノーノの晩年の大作、現代オペラ「プロメテオ－聴く悲劇」が日本初演された。

## 施設

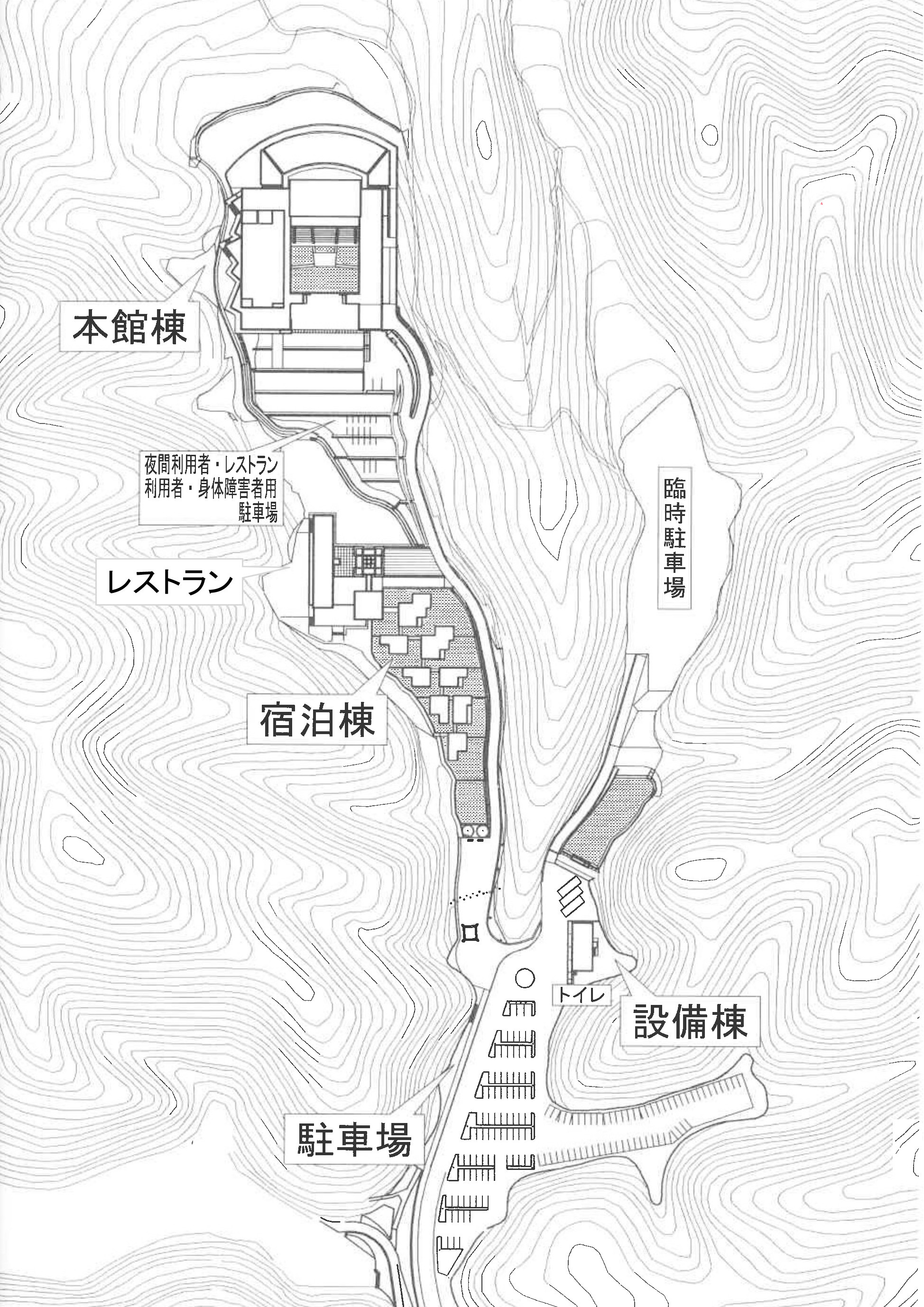
全体施設配置図

建築家磯崎新の設計によって建築された。周囲を山に囲まれた谷間の地形を意識して敷地の形状を生かした形で設計されているが、これは、日常の喧騒から解放され創作活動に集中できるように、カルスト台地に接した低い丘に囲まれた静かな袋状地の南側斜面が敷地に選定されたものである。敷地内には様々な施設が散りばめられており、約300人を収容するホール、レストラン、研修室、練習用のスタジオ、ギャラリー、カフェテリア、そして最大100人を収容する宿泊室などが備えられている。建物には秋吉台にちなんで石灰石（大理石）を多用しており、袋状地の狭くくびれたゲートに足を踏み入れると、左手に8棟の客室が雁行する宿泊棟が現れ、アプローチの小道の先の山の麓に本館棟がそびえ立っている。これらは「芸術村」という名が示すように、一棟の建物ではなく、日本の伝統的な集落のように小さな建築群の集合体として構成されている。
ホール
面積482 m2、天井高12.6m。客席数は最大で334席。
現代音楽の実験的な表現創造活動が可能なホールとして設計されており、一般的なホールとは違い、多焦点ですべての場所で異なった音の響きを体験できる。残響時間は2.6秒。全3階の客席は、1階は平土間で座席はすべて可動椅子になっており、どこにでもステージを設けられるような構造になっている。2階および3階にはステージにできる平らなプラットフォームと固定席のあるバルコニー席が立体的に配置され、その造りは秋芳洞内の百枚皿を彷彿させる。
研修室・野外劇場（アンフィシアター）
大小3つのセミナールームが設置されており、ダンススタジオとして使えるクッションフロア室（面積94 m2）が1室と、多目的に使える部屋が2室(面積162m2・94 m2）が並んでいる。
研修室の北側はガラス張りになっており、その外側が野外劇場のステージとなっている。観客スペースは、ステージを扇形に囲んだ芝生スロープで約600人収容。
スタジオ
アップライトピアノを備えたスタジオを7室備える。面積は20～49 m2。
ギャラリー
各種展示スペースに用いられる。267 m2。
カフェ
ギャラリーの仮想に設けられている。営業はされておらず、来館者が自由に利用できる。
中庭（パフォーマンス・ステージ）
中央ステージにてアンサンブルの公演や野外パフォーマンスなどで使用できる。ホールやカフェのサッシを開くと一体的な利用もできるようになっている。水を張れば中庭が池となり、池の中央にステージがある状態となる。
宿泊棟
建築面積 1,475 m2、延床面積 2,594 m2で、レストランを含む9棟の独立した建物が連なった構造となっている。
洋室（8室）と和室（28室）があり、最大約100人宿泊可。長期滞在向けにミニキッチンのある部屋も用意されている。
レストランは高さ14 mの巨大な吹き抜け構造となっており、ミニコンサートや結婚式場としても使用できる。夜はレストランから本館棟に向けて一直線にレーザー光線が発出される。

## 周辺
- 秋芳洞
- 大正洞
- 景清洞
- 秋吉台サファリランド

## アクセス
- 中国自動車道美祢ICから車で約15分
- 小郡萩道路秋吉台ICから車で約5分、大田ICから車で約10分
- 防長交通・中国JRバス秋芳洞バス停からタクシーで約5分